# Patrick Conrad
Patrick Conrad, né le 16 juillet 1945 à Anvers en Belgique, est un écrivain et réalisateur belge.

## Œuvres littéraires

### Romans
- Au fin fond de décembre, Actes Sud, coll. « Actes noirs », 2023 ((en) Diep in December, 2017), trad. Noëlle Michel et Philippe Noble, 288 p.  (ISBN 978-2-330-18404-9)Réédition, Actes Sud, coll. « Babel noir » no 327, 2025, 288 p. (ISBN 978-2-330-21243-8) (à paraître le 1er octobre 2025)

## Filmographie partielle
- 1979 : Slachtvee
- 1985 : Permeke coréalisé avec Henri Storck
- 1987 : Mascara